# レーシング・ポイント
レーシング・ポイントUKリミテッド（Racing Point UK Limited）はかつて存在した、2018年に発足したF1のコンストラクター。
同年半ばから、前身のフォース・インディアを引き継いで緊急参戦。翌年から正式に始動し、2020年まで活動した。翌2021年から改称して「アストンマーティンF1」に移行している。

## 概要
2008年から参戦していたフォース・インディアを買収し、2018年シーズン半ばより参戦しているF1チーム。元をたどるとジョーダン・グランプリ（1991年 - 2005年）→MF1レーシング（2006年）→スパイカーF1（2007年）→フォース・インディア（2008年 - 2018年）と続く系譜に連なるチームである。なお登記上は、レーシング・ポイントはフォース・インディアとのつながりは無く、ジョーダン・グランプリ以来続いていた法人としてのフォース・インディア・フォーミュラワン・Limitedは消滅することになった。

## シーズン

### 2018年
かねてから深刻な資金難に陥っていたフォース・インディアは、ハンガリーGPにてチームの破産手続きを開始したと発表。債権者の一人でもあったドライバーのセルジオ・ペレスは、チームを破綻から救うために断腸の思いで手続きを決断したと語った。これによってチームは管財人の管理下で売却先を求めることになり、2017年よりF1参戦しているランス・ストロールの父親で資産家のローレンス・ストロールが率いるコンソーシアムへの売却が決まった。そして新会社、レーシング・ポイント UK Limitedを設立した。新会社はチームの資産を購入し、チームで働く400人の従業員の雇用を確保することで管理者と合意に達した。そしてその資産を活用して、元フォース・インディアの空いたエントリーを引き継いで新たなコンストラクターとして、第13戦ベルギーGPよりチーム名を「レーシング・ポイント・フォース・インディア・F1チーム」に変更、また国籍はインドからイギリスに変更された。
FIAからの承認を受けて同GPからの出場は可能になったが、新規参戦チームとして扱われ、ハンガリーGPまでのコンストラクターズポイントは無効とされた（ドライバーズポイントに関してはそのまま保持）。レーシング・ポイントUK社は、2010年以来チームでCOOを務めてきたオットマー・サフナウアーをチーム代表兼CEOに指名。副代表としてチームを率いてきたロバート・ファーンリーは退任することも発表された。それ以外の上層部の人事には変更はない。
新生フォース・インディアの初戦となったベルギーGPは、雨による混乱のあった予選でエステバン・オコンが3位、ペレスが4位とグリッドの2列目を占め、決勝でもペレスが5位、オコンが6位とダブル入賞を果たした。ポイントが無効とされた当時、59ポイントでコンストラクターズ・ランキングの5位につけていたが、ベルギーGP以降52ポイントを獲得し、ランキング7位まで盛り返した。

### 2019年
今期から正式に、コンストラクター名を「レーシング・ポイント」で承認。ケニアのオンラインブックメーカー「スポーツペサ」がタイトルスポンサーに就任し、「スポーツペサ・レーシング・ポイントF1チーム」の名で参戦を開始。ペレスが残留し、ウィリアムズからランス・ストロールが移籍した。エンジンの供給は引き続きメルセデスが請け負うが、2017年よりスポンサーを務めるBWTの名称を冠して「BWTメルセデス」の名で登録する。
シーズンは、序盤戦こそまずまずのスタートを切ったものの、早い段階から下位に低迷した。これは昨シーズン途中のチーム消滅で予算の不透明な問題が響き、来期の開発に注力出来なかったのも影響した。しかし後半戦から立て直し、特にペレスの奮闘で大きくV字回復を遂げている。反面ストロールは、ドイツGPで今期チーム最高の4位を記録した以外は伸び悩んだ。そのため、昨シーズンの実質成績（フォース・インディア59Pとレーシング・ポイント52Pの合算111ポイント）からは後退している。

### 2020年
マシン・ドライバー・エンジンサプライヤー共に、昨シーズンのラインナップを継続。スポーツペサがタイトルスポンサーを降板し、以前からパートナーシップを組む「BWT」が新たに就任。今期のエントリー名は、「BWT・レーシング・ポイントF1チーム」となる。

### レーシングポイントから「アストンマーティン」へ
2020年1月、チームのオーナーであるローレンス・ストロール率いる投資家グループが、イギリスの有名な自動車メーカーブランド「アストンマーティン」の株式を取得し、企業の大株主に就く。そしてコンストラクター名の「レーシングポイント」を改称することになり、翌2021年シーズンより61年ぶりに「アストンマーティン」によるコンストラクター名の復帰が明らかとなった。これにより現体制（製造者名）では、
2020年シーズンが最後の参戦になる。

## 戦績
※2018年のコンストラクター登録は「フォース・インディア」名義
| 年     | シャシー                   | エンジン                                | タイヤ | ドライバー             | 1   | 2   | 3   | 4   | 5   | 6   | 7   | 8   | 9   | 10  | 11  | 12  | 13  | 14  | 15  | 16  | 17  | 18  | 19  | 20  | 21  | ポイント  | 順位 |
| ------ | -------------------------- | --------------------------------------- | ------ | ---------------------- | --- | --- | --- | --- | --- | --- | --- | --- | --- | --- | --- | --- | --- | --- | --- | --- | --- | --- | --- | --- | --- | --------- | ---- |
| 2018年 | フォース・インディア VJM11 | メルセデス・M09 EQ Power+ 1.6L V6ターボ | P      |                        | AUS | BHR | CHN | AZE | ESP | MON | CAN | FRA | AUT | GBR | GER | HUN | BEL | ITA | SIN | RUS | JPN | USA | MEX | BRA | ABU | 52        | 7位  |
| 2018年 | フォース・インディア VJM11 | メルセデス・M09 EQ Power+ 1.6L V6ターボ | P      | セルジオ・ペレス       |     |     |     |     |     |     |     |     |     |     |     |     | 5   | 7   | 16  | 10  | 7   | 8   | Ret | 10  | 8   | 52        | 7位  |
| 2018年 | フォース・インディア VJM11 | メルセデス・M09 EQ Power+ 1.6L V6ターボ | P      | エステバン・オコン     |     |     |     |     |     |     |     |     |     |     |     |     | 6   | 6   | Ret | 9   | 9   | DSQ | 11  | 14  | Ret | 52        | 7位  |
| 2019年 | レーシング・ポイント RP19  | BWTメルセデス 1.6L V6ターボ             | P      |                        | AUS | BHR | CHN | AZE | ESP | MON | CAN | FRA | AUT | GBR | GER | HUN | BEL | ITA | SIN | RUS | JPN | MEX | USA | BRA | ABU | 73        | 7位  |
| 2019年 | レーシング・ポイント RP19  | BWTメルセデス 1.6L V6ターボ             | P      | セルジオ・ペレス       | 13  | 10  | 8   | 6   | 15  | 12  | 12  | 12  | 11  | 17  | Ret | 11  | 6   | 7   | Ret | 7   | 8   | 7   | 10  | 9   | 7   | 73        | 7位  |
| 2019年 | レーシング・ポイント RP19  | BWTメルセデス 1.6L V6ターボ             | P      | ランス・ストロール     | 9   | 14  | 12  | 9   | Ret | 16  | 9   | 13  | 14  | 13  | 4   | 17  | 10  | 12  | 13  | 11  | 9   | 12  | 13  | 19† | Ret | 73        | 7位  |
| 2020年 | レーシング・ポイント RP20  | BWTメルセデス 1.6L V6ターボ             | P      |                        | AUT | STY | HUN | GBR | 70A | ESP | BEL | ITA | TUS | RUS | EIF | POR | EMI | TUR | BHR | SKH | ABU |     |     |     |     | 195 (210) | 4位  |
| 2020年 | レーシング・ポイント RP20  | BWTメルセデス 1.6L V6ターボ             | P      | セルジオ・ペレス       | 6   | 6   | 7   | WD  |     | 5   | 10  | 10  | 5   | 4   | 4   | 7   | 6   | 2   | 18† | 1   | Ret |     |     |     |     | 195 (210) | 4位  |
| 2020年 | レーシング・ポイント RP20  | BWTメルセデス 1.6L V6ターボ             | P      | ニコ・ヒュルケンベルグ |     |     |     | DNS | 7   |     |     |     |     |     | 8   |     |     |     |     |     |     |     |     |     |     | 195 (210) | 4位  |
| 2020年 | レーシング・ポイント RP20  | BWTメルセデス 1.6L V6ターボ             | P      | ランス・ストロール     | Ret | 7   | 4   | 9   | 6   | 4   | 9   | 3   | Ret | Ret | WD  | Ret | 13  | 9   | Ret | 3   | 10  |     |     |     |     | 195 (210) | 4位  |

## ギャラリー
パワーユニット型（2018年 - 2020年）

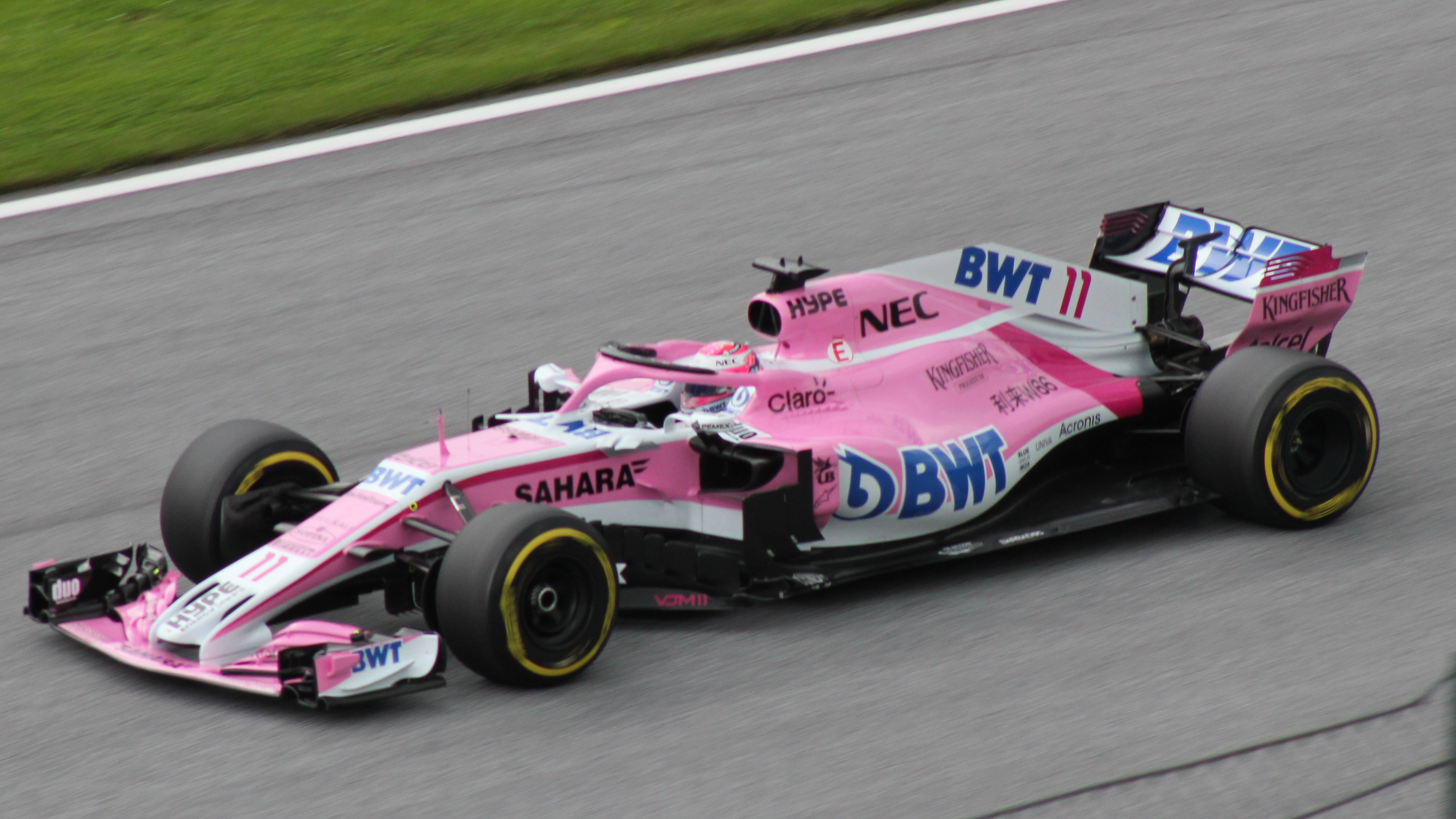
VJM11 メルセデス
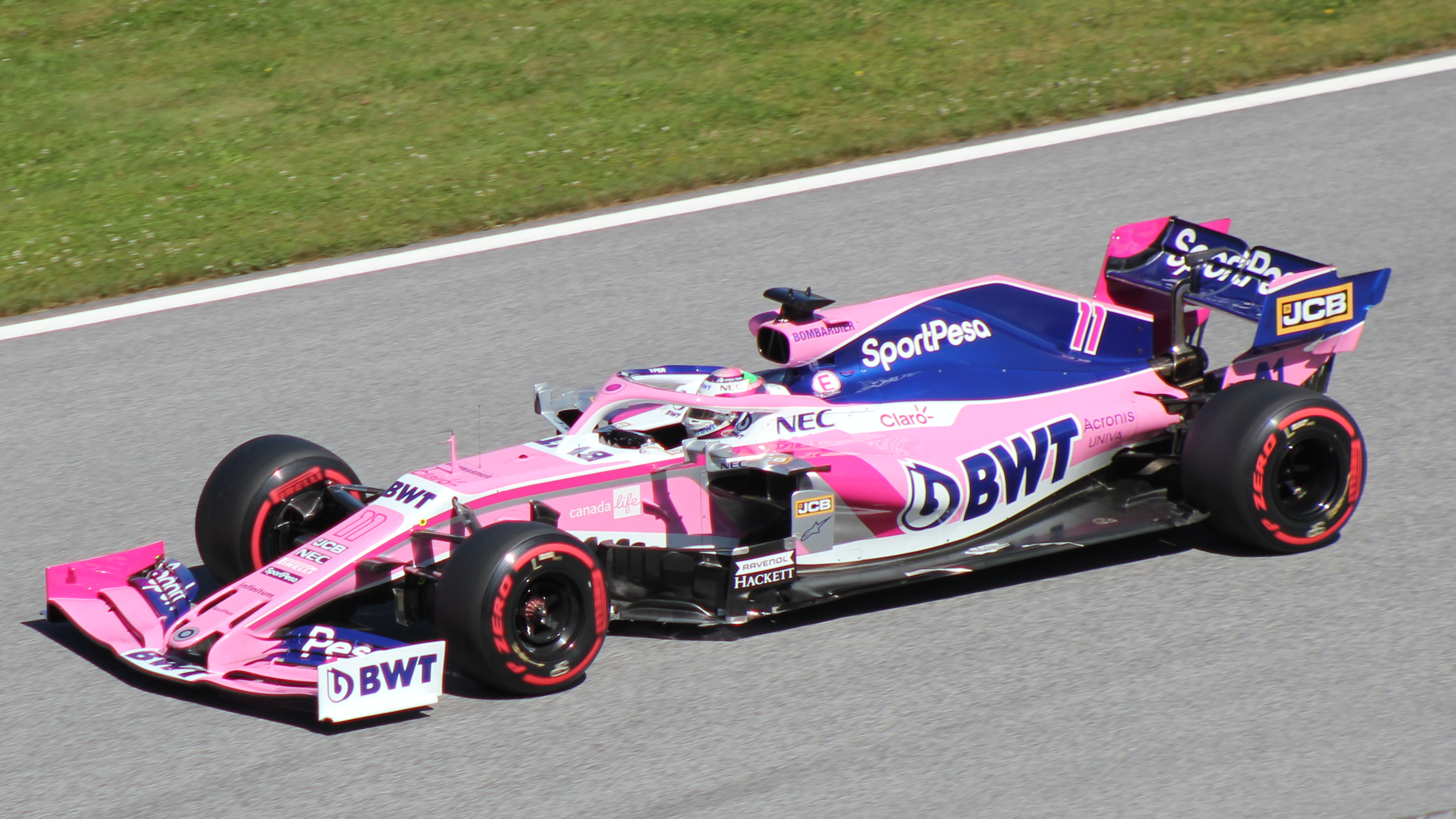
RP19 BWTメルセデス
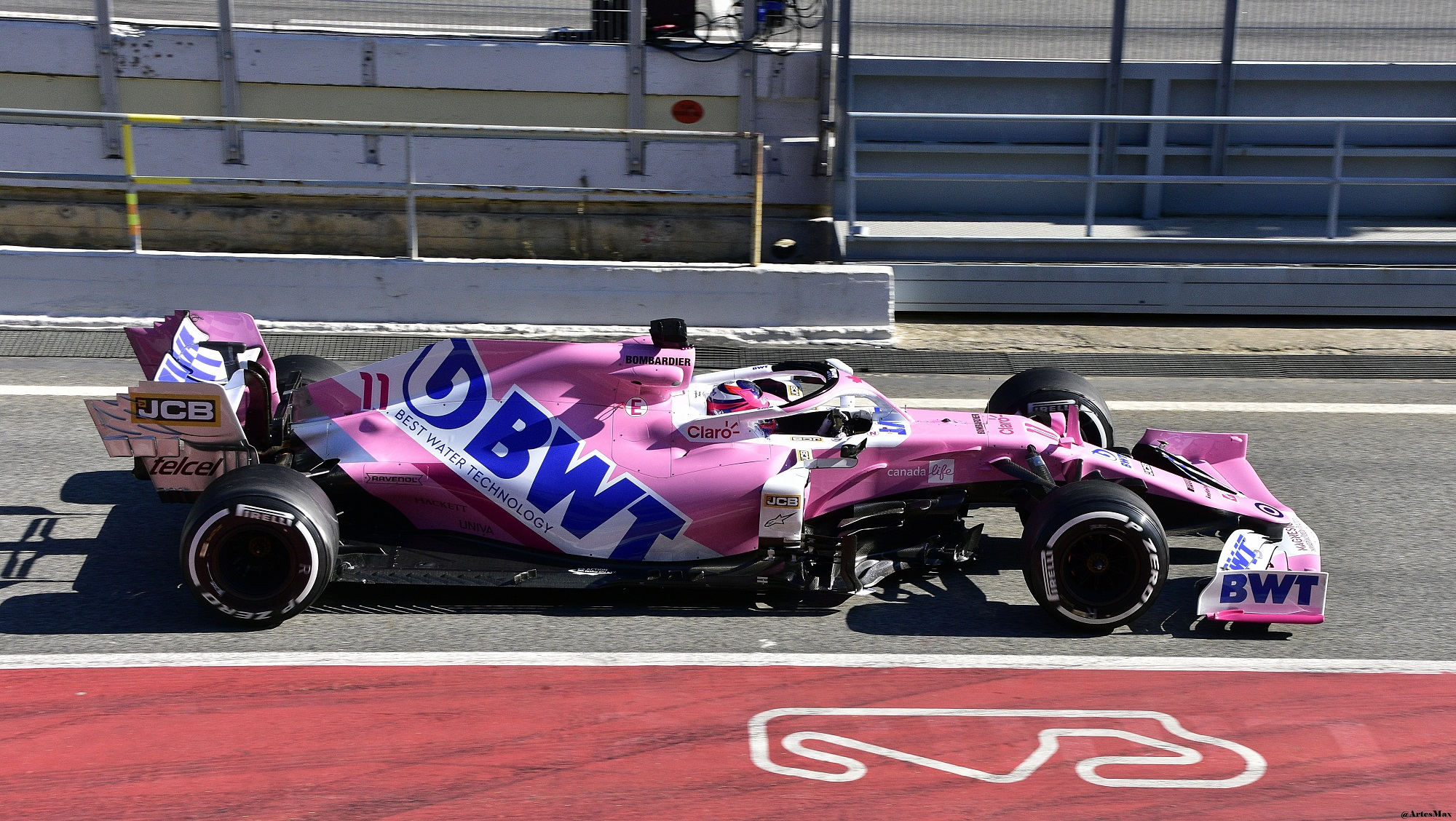
RP20 BWTメルセデス